# STT (tidning)
STT är en gratistidning som utkommer i Svenljunga och Tranemo kommuner med omnejd som veckotidning. Ordinarie upplaga är 15.650 exemplar och en gång per månad utkommer STT med stornummer (25.000 ex) och delas då även ut i hela Ulricehamns kommun. Tidningen startades 1992 av Lena och Sune Strand. STT är sedan januari 2011 en del av Gota Media AB.